# U-314
Unterseeboot 314 foi um submarino alemão do Tipo VIIC, pertencente a Kriegsmarine que atuou durante a Segunda Guerra Mundial.

## Comandantes
| Comandante                 | Data                                        |
| -------------------------- | ------------------------------------------- |
| Kptlt. Georg-Wilhelm Basse | 10 de junho de 1943 - 30 de janeiro de 1944 |

## Subordinação
Durante o seu tempo de serviço, esteve subordinado às seguintes flotilhas:
| Período                                      | Flotilha                                   |
| -------------------------------------------- | ------------------------------------------ |
| 10 de junho de 1943 - 31 de dezembro de 1943 | 8. Unterseebootsflottille (treinamento)    |
| 1 de janeiro de 1944 - 30 de janeiro de 1944 | 11. Unterseebootsflottille (serviço ativo) |

## Operações conjuntas de ataque
O U-314 participou das seguinte operações de ataque combinado durante a sua carreira:
- Rudeltaktik Eisenbart (24 de dezembro de 1943 - 5 de janeiro de 1944)
- Rudeltaktik Isegrim (5 de janeiro de 1944 - 13 de janeiro de 1944)
- Rudeltaktik Isegrim (25 de janeiro de 1944 - 27 de janeiro de 1944)
- Rudeltaktik Werwolf (27 de janeiro de 1944 - 30 de janeiro de 1944)